# Robinzon Díaz
Pour les articles homonymes, voir Diaz.
Robinzon Díaz Henriquez, né le 19 septembre 1983 à Monte Plata (République dominicaine), est un ancien joueur dominicain de baseball de la Ligue majeure de baseball.

## Carrière
Robinzon Díaz est recruté le 19 novembre 2000 comme agent libre amateur. Il fait ses débuts en Ligue majeure le 23 avril 2008. Reversé en Triple-A, il est transféré chez les Pirates de Pittsburgh le 25 août 2008 à l'occasion d'un échange impliquant plusieurs joueurs.
Il est le troisième receveur des Pirates derrière Ryan Doumit et Jason Jaramillo au début de la saison 2009, partageant ses prestations entre la Ligue majeure et la Triple-A avec les Indianapolis Indians.

## Statistiques
En saison régulière
| Statistiques de frappeur |            |    |     |   |    |    |    |    |     |    |      |
| Saison                   | Équipe     | G  | AB  | R | H  | 2B | 3B | HR | RBI | SB | BA   |
| 2008                     | Toronto    | 1  | 4   | 0 | 0  | 0  | 0  | 0  | 0   | 0  | .000 |
| 2008                     | Pittsburgh | 2  | 6   | 0 | 3  | 0  | 0  | 0  | 1   | 1  | .500 |
| 2009                     | Pittsburgh | 41 | 129 | 9 | 36 | 7  | 0  | 1  | 19  | 0  | .279 |
| Totaux                   | Totaux     | 44 | 139 | 9 | 39 | 7  | 0  | 1  | 20  | 1  | .281 |

Note: G = Matches joués; AB = Passages au bâton; R = Points; H = Coups sûrs; 2B = Doubles; 
3B = Triples; HR = Coup de circuit; RBI = Points produits; SB = buts volés; BA = Moyenne au bâton 